# Рицерка-Дольна
Рицерка-Дольна (пол. Rycerka Dolna) — село в Польщі, у гміні Райча Живецького повіту Сілезького воєводства.
Населення — 1509 осіб (2011).
У 1975—1998 роках село належало до Бельського воєводства.

## Географія
Селом протікає річка Рицерка.

## Демографія
Демографічна структура станом на 31 березня 2011 року:
|          | Загалом | Допрацездатний вік | Працездатний вік | Постпрацездатний вік |
| -------- | ------- | ------------------ | ---------------- | -------------------- |
| Чоловіки | 735     | 168                | 498              | 69                   |
| Жінки    | 774     | 157                | 439              | 178                  |
| Разом    | 1509    | 325                | 937              | 247                  |